# Stefano Giuliani
Stefano Giuliani (Castilenti, 2 gennaio 1958) è un dirigente sportivo ed ex ciclista su strada italiano.
Professionista dal 1983 al 1991, conta la vittoria di due tappe al Giro d'Italia. Dal 2018 è direttore sportivo del team italo-rumeno Monzon-Incolor-Gub.

## Carriera
Da dilettante vinse il Trofeo Adolfo Leoni nel 1981 e il Trofeo Matteotti nel 1982. I principali successi da professionista furono una tappa al Giro d'Italia 1988, una tappa al Giro d'Italia 1989 e una tappa al Giro di Calabria nel 1991. Partecipò a sette edizioni del Giro d'Italia, due del Tour de France e due della Vuelta a España.

## Palmarès
- 1981 (dilettanti)

Trofeo Adolfo Leoni
- 1982 (Famcucine)

Trofeo Matteotti - Marcialla
- 1988 (Chateau d'Ax, una vittoria)

19ª tappa Giro d'Italia (Borgo Valsugana > Arta Terme)
- 1989 (Jolly Componibili-Club 88, una vittoria)

5ª tappa Giro d'Italia (Cosenza > Potenza)
- 1991 (Jolly Componibili-Club 88, una vittoria)

3ª tappa Giro di Calabria (Siderno > Reggio Calabria)

### Altri successi
- 1984 (Gis-Gelati)

Cronostaffetta

## Piazzamenti

### Grandi Giri
- Giro d'Italia

1984: 120º
1985: 63º
1986: 66º
1988: 56º
1989: 88º
1990: 58º
1991: ritirato (6ª tappa)
- Tour de France

1987: ritirato (1ª tappa)
1988: ritirato (12ª tappa)
- Vuelta a España

1984: 90º
1990: 132º

### Classiche monumento
- Milano-Sanremo

1989: 38º